# St. Francisville (Louisiana)
St. Francisville település az Amerikai Egyesült Államok Louisiana államában, West Feliciana megyében, melynek megyeszékhelye is. Lakosainak száma 1557 fő (2020. április 1.).

## Népesség
A település népességének változása:

| 2010 | 1 765 |
| 2020 | 1 557 |